# Bagneux (Alts del Sena)
Bagneux és un municipi francès, situat al departament dels Alts del Sena i a la regió de Illa de França. L'any 2007 tenia 38.592 habitants.
Forma part del cantó de Bagneux i del districte d'Antony. I des del 2016, de la divisió Vallée Sud Grand Paris de la Metròpolis del Gran París.
És un centre residencial al sud de París que compta també amb un sector industrial, principalment de l'alumini, maquinària i fabricació de motors. L'església de Saint-Hermeland, remodelada, és originàriament del segle xiii.

## Demografia

### Població
El 2007 la població de fet de Bagneux era de 38.592 persones. Hi havia 15.387 famílies, de les quals 5.544 eren unipersonals (2.294 homes vivint sols i 3.250 dones vivint soles), 3.077 parelles sense fills, 4.442 parelles amb fills i 2.324 famílies monoparentals amb fills.
La població ha evolucionat segons el següent gràfic:
Habitants censats

### Habitatges
El 2014 hi havia 17.065 habitatges, 16.003 eren l'habitatge principal de la família, 137 eren segones residències i 925 estaven desocupats. 18.489 eren cases i 15.063 eren apartaments. Dels 16.003 habitatges principals, 4.154 estaven ocupats pels seus propietaris, 11.703 estaven llogats i ocupats pels llogaters i 146 estaven cedits a títol gratuït. Dels 17.065 habitatges 9.033 son lloguers socials (HLM en francés) o 56,4%, bé damunt el nivell legal establert per la legislació francés que requereix que almenys 20% dels habitatges de un municipi sigui de lloguer social. Uns 701 habitatges tenien una cambra, 3.776 en tenien dues, 5.499 en tenien tres, 4.330 en tenien quatre i 1.697 en tenien cinc o més. 7.290 habitatges disposaven pel capbaix d'una plaça de pàrquing. A 8.304 habitatges hi havia un automòbil i a 2.004 n'hi havia dos o més.

### Piràmide de població
La piràmide de població per edats i sexe el 2009 era:
| Homes | Edats   | Dones |
| ----- | ------- | ----- |
| 2     | 95 o +  | 20    |
| 36    | 90 a 94 | 87    |
| 79    | 85 a 89 | 265   |
| 125   | 80 a 84 | 275   |
| 444   | 75 a 79 | 647   |
| 499   | 70 a 74 | 773   |
| 577   | 65 a 69 | 839   |
| 670   | 60 a 64 | 756   |
| 868   | 55 a 59 | 773   |
| 1.118 | 50 a 54 | 1.173 |
| 1.229 | 45 a 49 | 1.387 |
| 1.260 | 40 a 44 | 1.551 |
| 1.465 | 35 a 39 | 1.696 |
| 1.498 | 30 a 34 | 1.642 |
| 1.600 | 25 a 29 | 1.718 |
| 1.136 | 20 a 24 | 1.364 |
| 1.147 | 15 a 19 | 1.092 |
| 1.267 | 10 a 14 | 1.154 |
| 1.399 | 5 a 9   | 1.191 |
| 1.160 | 0 a 4   | 1.028 |

## Economia

### Salaris i ocupació
El 2007 el salari net horari mitjà era 12,3 €/h en el cas dels alts càrrecs era de 21,2 €/h
(22,3 €/h els homes i 19,3 €/h les dones), el dels professionals intermedis 13 €/h (13,2 €/
h els homes i 12,7 les dones), el dels empleats 9,6 €/h (9,8 €/h els homes i 9,8 €/h les
dones) i el dels obrers 10 €/h (10,2 €/h els homes i 9,1 €/h les dones).
El 2007 la població en edat de treballar era de 25.980 persones, 19.977 eren actives i 6.003 eren inactives. De les 19.977 persones actives 17.316 estaven ocupades (8.579 homes i 8.737 dones) i 2.661 estaven aturades (1.336 homes i 1.325 dones). De les 6.003 persones inactives 1.318 estaven jubilades, 2.899 estaven estudiant i 1.786 estaven classificades com a «altres inactius».

### Ingressos
El 2009 a Bagneux hi havia 15.488 unitats fiscals que integraven 38.455 persones, la mediana anual d'ingressos fiscals per persona era de 17.142,5 €.

### Activitats econòmiques
Dels 1.384 establiments que hi havia el 2007, 22 eren d'empreses extractives, 16 d'empreses alimentàries, 22 d'empreses de fabricació de material elèctric, 42 d'empreses de fabricació d'altres productes industrials, 155 d'empreses de construcció, 294 d'empreses de comerç i reparació d'automòbils, 86 d'empreses de transport, 95 d'empreses d'hostatgeria i restauració, 85 d'empreses d'informació i comunicació, 51 d'empreses financeres, 67 d'empreses immobiliàries, 215 d'empreses de serveis, 162 d'entitats de l'administració pública i 72 d'empreses classificades com a «altres activitats de serveis».
Dels 313 establiments de servei als particulars que hi havia el 2009, 1 era una oficina d'administració d'Hisenda pública, 2 oficines del servei públic d'ocupació, 3 oficines de correu, 12 oficines bancàries, 6 funeràries, 36 tallers de reparació d'automòbils i de material agrícola, 1 taller d'inspecció tècnica de vehicles, 2 establiments de lloguer de cotxes, 6 autoescoles, 11 paletes, 41 guixaires pintors, 19 fusteries, 24 lampisteries, 14 electricistes, 22 empreses de construcció, 18 perruqueries, 5 veterinaris, 1 agència de treball temporal, 70 restaurants, 12 agències immobiliàries, 5 tintoreries i 2 salons de bellesa.
Dels 77 establiments comercials que hi havia el 2009, 4 eren supermercats, 1 una gran superfície de material de bricolatge, 14 botiges de menys de 120 m², 17 fleques, 10 carnisseries, 6 llibreries, 7 botigues de roba, 3 sabateries, 2 botigues d'electrodomèstics, 3 botigues de mobles, 1 una botiga de material esportiu, 1 una botiga de material de revestiment de parets i terra, 1 un drogueria, 1 una perfumeria i 6 floristeries.

## Equipaments sanitaris i escolars
El 2009 hi havia 1 centre de salut, 14 farmàcies i 5 ambulàncies.
El 2009 hi havia 9 escoles maternals i 9 escoles elementals. A Bagneux hi havia 4 col·legis d'educació secundària, 1 liceu d'ensenyament general i 1 liceu tecnològic. Als col·legis d'educació secundària hi havia 1.384 alumnes, als liceus d'ensenyament general n'hi havia 272 i als liceus tecnològics 362.
Disposava d'una escola d'enginyers.

## Poblacions més properes
El següent diagrama mostra les poblacions més properes.